# William Lehman
William Lehman (St. Louis, 20 dicembre 1901 – St. Louis, gennaio 1979) è stato un calciatore statunitense, di ruolo centrocampista.

## Carriera
Prese parte ai mondiali del 1934 con la Nazionale statunitense.